# Hrabstwo Juniata
Juniata – hrabstwo w stanie Pensylwania w USA. Populacja liczy 24636 mieszkańców (stan według spisu z 2010 roku).
Powierzchnia hrabstwa to 1020 km² (w tym 5 km² stanowią wody). Gęstość zaludnienia wynosi 24,2 osoby/km².

## Miejscowości

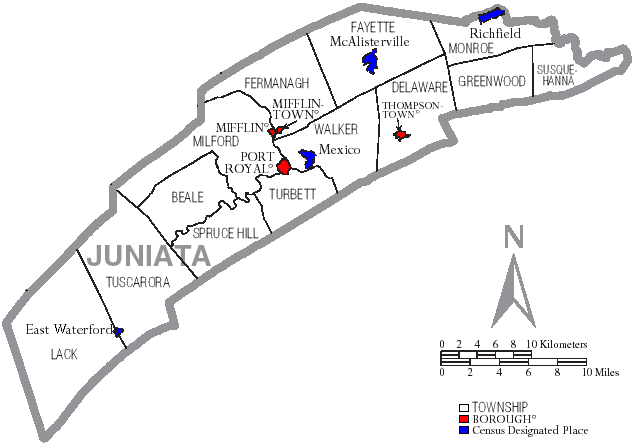
Rozmieszczenie miast i Broughs na mapie hrabstwa

### Boroughs
| - Mifflin - Mifflintown | - Port Royal - Thompsontown |